# Max Burghardt
Max Burghardt, né le 27 novembre 1893 à Wickendorf et mort le  22 janvier 1977 à Berlin-Est, est un acteur allemand. Il est directeur de l'Opéra d'État de Berlin de 1954 à 1963 et président du Kulturbund de 1958 à 1977.

## Biographie
Max Burghardt naît le 27 novembre 1893 à Wickendorf près de Schwerin. Il est le fils d'un ingénieur du bâtiment.
Après des études inachevées au lycée, il suit une formation de libraire à Rostock, puis prend des cours d'art dramatique à l'école Maria Moissi de Berlin en 1913-1914. Il fait ensuite son service militaire comme engagé jusqu'en 1918. En 1919, il prend à nouveau des cours de comédie à Brême et, à partir de 1920, il se produit sur de nombreuses scènes en Allemagne.
De 1930 à 1935, il joue au théâtre de Stuttgart et travaille comme présentateur et collaborateur littéraire à la radio de la ville.
Adhérent du Parti communiste d'Allemagne depuis 1930, il mène des actions antifascistes à Stuttgart après la prise du pouvoir par les nazis en 1933. En décembre 1935, il est arrêté pour activités illégales avec le groupe de résistance de Liselotte Herrmann. Il passe la période de 1935 à 1941 en prison.
En 1945, il retrouve un emploi de présentateur à la radio de Stuttgart. En 1946-1947, il est directeur de la radio Nordwestdeutscher Rundfunk (NWDR) à Cologne. Il fait entrer Karl Eduard von Schnitzler et Karl Gass dans le nouveau service politique de la NWDR. En août 1947, il est limogé pour motifs politiques à l'instigation de la CDU et des alliés britanniques. Il s'installe alors dans la zone d'occupation soviétique et adhère au SED.
De 1947 à 1950, il est chef du service Musique et Théâtre du département des Arts et Littératures au sein de l'administration allemande de l'éducation puis du ministère de l'Éducation nationale de la RDA. Directeur du théâtre de Leipzig de 1950 à 1954, il exerce ensuite cette fonction à l'Opéra d'État de Berlin jusqu'en 1963.

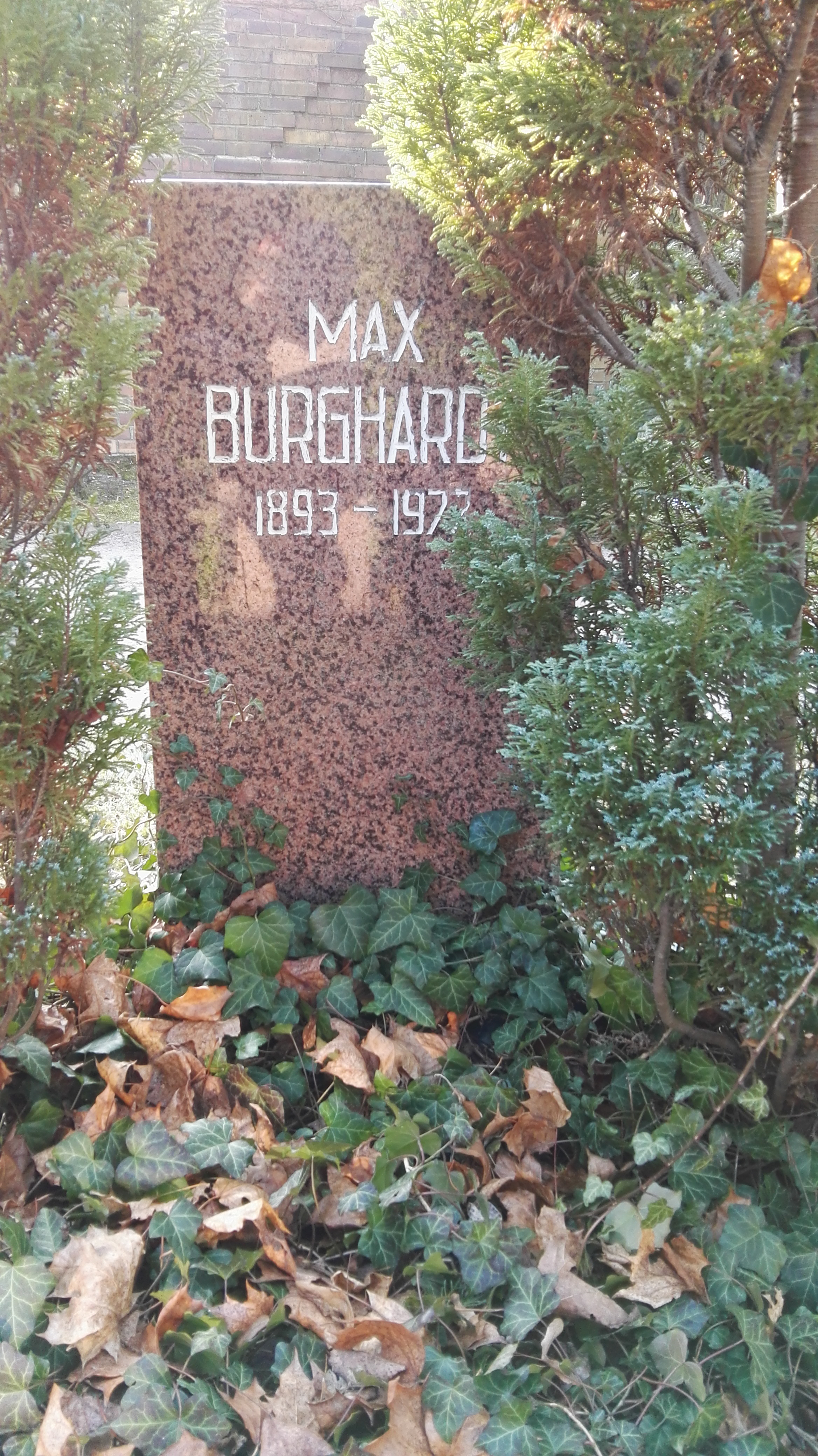
Tombe au Pergolenweg, Mémorial des socialistes.

Max Burghardt est membre de l'Académie des arts de la RDA (1952-1977), du Comité central du SED (1959-1977) et président du Kulturbund der DDR (1958-1977).
Il meurt le 22 janvier 1977 à Berlin et est inhumé dans le Pergolenweg du Mémorial des socialistes, au cimetière de Berlin-Friedrichsfelde.

## Distinctions
Max Burghardt reçoit le Prix national de la République démocratique allemande en 1952 et 1959. Il est décoré plusieurs fois de l'Ordre du mérite patriotique, l'argent en 1955, l'or en 1963 et 1965. Le fermoir honorifique en or de l'Ordre du mérite patriotique lui est attribué en 1973 et les insignes de l'ordre de Karl-Marx lui sont remis en 1968 et 1970.

## Publications
- Briefe, die nie geschrieben wurden. Lilo Herrmann zum Gedächtnis, Berlin, Neues Leben,1966.
- Fürchtet euch nicht, roman, Berlin, Neues Leben, 1968.
- Ich war nicht nur Schauspieler. Erinnerungen eines Theatermannes, Berlin, Weimar, Aufbau-Verlag, 1973.